# Listă de actrițe cehe
Aceasta este o listă de actrițe cehe:

Cuprins: Început - 0–9 A B C D E F G H I J K L M N O P Q R S T U V W X Y Z

## A
- Monika Absolonová
- Zlata Adamovská
- Jaroslava Adamová
- Jana Andrsová

## B

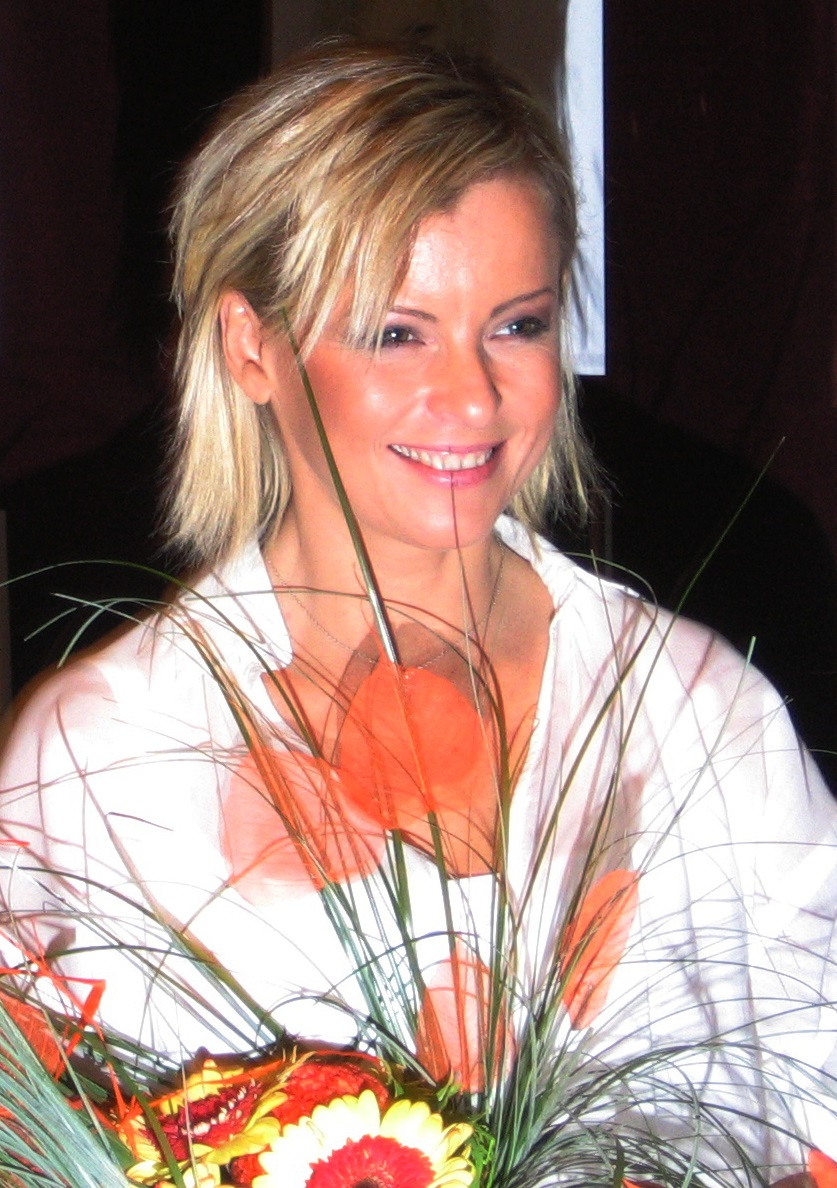
I Bartosova

- Lída Baarová
- Zdeňka Baldová
- Eliška Balzerová
- Iveta Bartošová
- Tereza Bebarová
- Lucie Bílá
- Iva Bittová
- Dagmar Bláhová
- Mahulena Bočanová
- Jiřina Bohdalová
- Blanka Bohdanová
- Magdaléna Borová
- Hana Brejchová
- Jana Brejchová
- Edita Brychta
- Terezie Brzková
- Slávka Budínová
- Zuzana Bydžovská
- Petra Bryant

## C
- Andrea Černá
- Soňa Červená
- Vlasta Chramostová
- Miriam Chytilová
- Ivana Chýlková
- Jitka Čvančarová

## D
- Jana Dítětová
- Marie Doležalová
- Michaela Dolinová
- Milena Dvorská

## F
- Vlasta Fabianová
- Květa Fialová
- Táňa Fischerová
- Veronika Freimanová
- Vera Fusek

## G
- Věra Galatíková
- Anna Geislerová
- Nataša Gollová
- Isa Grégrová
- Truda Grosslichtová
- Yana Gupta

## H
- Štěpánka Haničincová
- Dagmar Havlová
- Antonie Hegerlíková
- Hana Hegerová
- Zdena Herfortová
- Jana Hlaváčová
- Ivana Hloužková
- Kateřina Holánová
- Hana Holišová
- Eva Holubová
- Eva Hudečková

## I
- Klára Issová
- Martha Issová

## J
- Zorka Janů
- Iva Janžurová
- Klára Jerneková
- Jiřina Jirásková
- Eva Josefíková

## K
- Zita Kabátová
- Miriam Kantorková
- Zora Kerova
- Eva Klepáčová
- Barbora Kodetová
- Daniela Kolářová
- Naďa Konvalinková
- Jana Krausová
- Věra Kubánková

## L
- Kristýna Leichtová
- Anna Linhartová
- Olga Lounová

## M
- Adina Mandlová
- Suzanne Marwille
- Taťjana Medvecká
- Dana Medřická
- Jitka Moučková
- Míla Myslíková

## N
- Růžena Nasková
- Antonie Nedošinská
- Jarmila Novotná

## O
- Jaroslava Obermaierová

## P
- Patricie Pagáčová
- Dagmar Patrasová
- Tereza Pergnerová
- Jiřina Petrovická
- Lenka Pichlíková-Burke
- Marie Pilátová
- Simona Postlerová
- Jana Preissová

## R
- Irma Reichová
- Zora Rozsypalová
- Helena Růžičková
- Linda Rybová

## S
- Libuše Šafránková
- Olga Scheinpflugová
- Olga Schoberová
- Jiřina Šejbalová
- Alena Šeredová
- Lola Skrbková
- Růžena Šlemrová
- Petra Špalková
- Jiřina Steimarová
- Jiřina Štěpničková
- Jarmila Šuláková
- Jana Švandová
- Jiřina Švorcová
- Libuše Švormová
- Dana Syslová

## T
- Věra Tichánková
- Pavla Tomicová
- Jiřina Třebická
- Lucie Trmíková
- Eva Turnová

## U
- Ivana Uhlířová

## V
- Hana Vagnerová
- Marta Vančurová
- Dana Vávrová
- Zuzana Vejvodová
- Zora Vesecká
- Tatiana Vilhelmová
- Hana Vítová
- Lenka Vlasáková
- Helena Vondráčková
- Lucie Vondráčková
- Tereza Voříšková

## W
- Blanka Waleská
- Kateřina Winterová

## Z
- Lucie Žáčková
- Hana Zagorová
- Lucie Žáčková
- Stella Zázvorková
- Lucie Zedníčková
- Jitka Zelenohorská